# هرتزوگ و دمورن

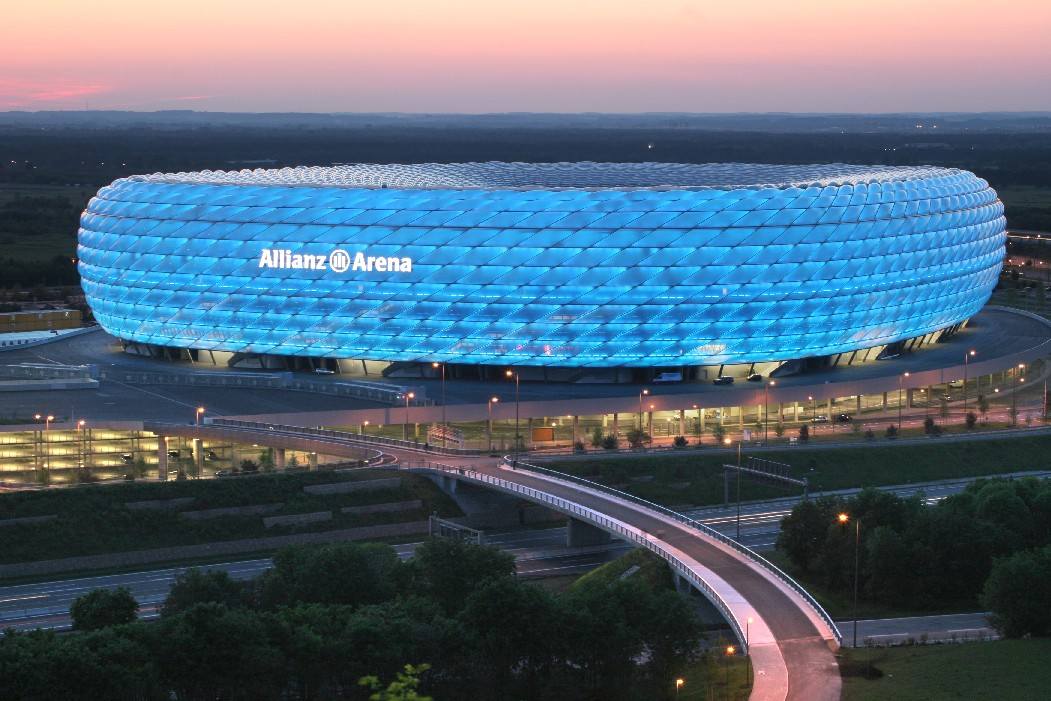
ورزشگاه فوتبال آلیانس شهر مونیخ در آلمان.

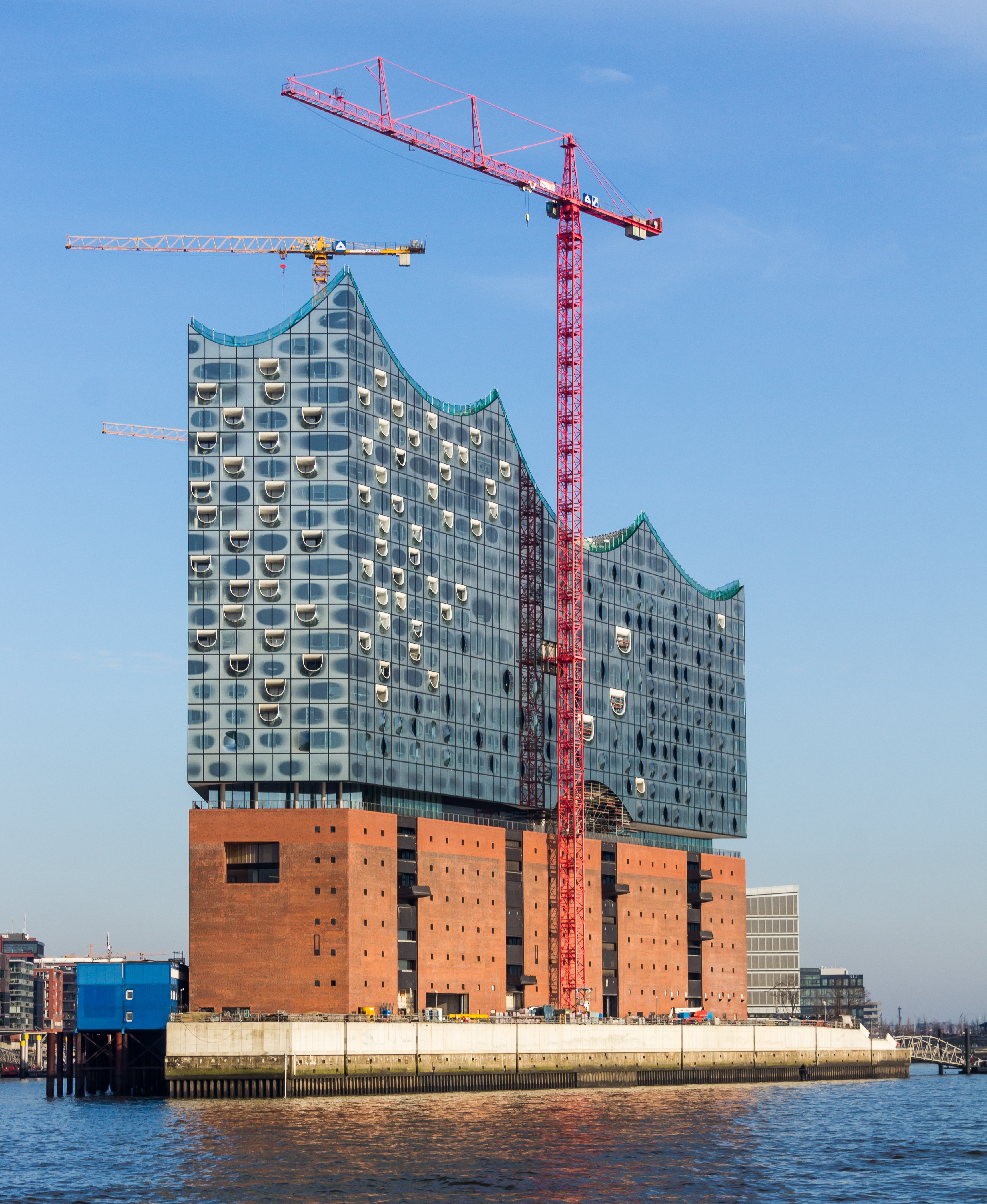
الب‌فیل‌هارمونی در شهر هامبورگ در آلمان.

هرتسوگ و دمورن (HdeM) یک شرکت معماری سوئیسی است.
این شرکت در سال ۱۹۷۸ به وسیله ژاک هرتسوگ (Jacques Herzog) و پییر دو مورون (Pierre de Meuron) در بازل تأسیس شد و تا به حال برنده جوایز متعدد معماری شده‌است و طراحی‌های منحصر به فردی انجام داده است. در سال ۲۰۰۶، مجله نیویورک تایمز این شرکت را تحسین‌شده‌ترین شرکت معماری دنیا دانست.
یکی از شاخص‌ترین بناهای طراحی شده توسط شرکت «هرتسوگ و دو مورون»، ورزشگاه ملی پکن می‌باشد که به ورزشگاه آشیانه پرنده هم موسوم است.
از دیگر آثار مشهور این شرکت معماری می‌توان از ورزشگاه مشترک تیم‌های بایرن مونیخ و مونیخ ۱۸۶۰ موسوم به «آلیانز آرنا» Allianz Arena نام برد.
شماری دیگر از طراحی‌های زیبای این شرکت شامل موارد زیر است:
موزه M. H. de Young Memorial در پارک گلدن گیت سانفرانسیسکو
Walker Art Center در میناپلولیس مینه‌سوتای آمریکا
Forum Building بارسلونای اسپانیا( این ساختمان را سمبل بارسلون جدید می‌دانند)
شرکت «هرتسوگ و دو مورون» پروژه‌های جالب زیادی در دست ساخت دارد. یکی از این پروژه‌ها که این روزها در اینترنت سرو صدای زیادی به پا کرده‌است، پروژه ساخت یک ساختمان مسکونی ۵۷ طبقه در نیویورک است که معماری منحصر به فردی دارد. این ساختمان شامل ۱۴۵ آپارتمان دو تا پنح اتاق خوابه خواهد بود. قیمت این آپارتمان‌ها از ۳/۵ میلیون تا ۳۳ میلیون دلار متغیر است.
ساخت این ساختمان در سال ۲۰۱۰ به پایان خواهد رسید. سالن کنسرت فیلارمونیک هامبورگ و طرح جاه‌طلبانه ورزشگاه تیم فوتبال پورتموث، از پروژه‌های در حال ساخت و طراحی دیگر این شرکت هستند.

## ترجمه آثار به فارسی
- شیمیدان های معماری، تالیف ایمان رئیسی و حسام عشقی صنعتی[۱]، مشهد: نشر کتابکده کسری، 1393.